# Фримэн, Эд
Эд В. Фримен (англ. Ed W. Freeman; 20 ноября 1927 — 20 августа 2008) — военнослужащий армии США, пилот вертолёта. Удостоился высшей военной награды США — медали Почёта за свои действия в ходе битвы в долине Йа-Дранг в ходе Вьетнамской войны. Во время битвы он много раз прорывался сквозь вражеский огонь, доставляя боеприпасы попавшему в ловушку американскому батальону, и вывез десятки раненых солдат с поля боя. Фримен был ведомым майора Брюса Крендолла, который также получил медаль Почёта за свои действия в этом бою.

## Биография
Родился в Нили, округа Грин, штат Миссисипи. Был шестым из девяти детей. Когда ему было 13 лет он видел как тысячи солдат проходили мимо его дома для участия в манёврах. После этого Эд решил стать солдатом.
Вырос в близлежащем г. Маклейн, штат Миссисипи и окончил Вашингтон хай-скул. В 17 лет перед окончанием хай-скул Эд вступил в ряды флота США и во время второй мировой войны прослужил два года на борту корабля-заправщика USS Cacapon (AO-52). После окончания войны он вернулся в свой родной город и окончил хай-скул, после чего поступил на службу в армию. 30 апреля 1954 женился на Барбаре Морган. У них были два сына: Майк (род. 1956) и Дуг (род. 1962).
После службы во флоте во время второй мировой войны Фримен достиг армейского звания первого сержанта ко времени начала Корейской войны. Хотя Фримен служил в инженерном корпусе он воевал в пехоте. Участвовал в битве при Порк Чоп Хилл и был прямо на поле боя произведён во вторые лейтенанты, как один из 257 выживших в открытых боях. Приказ о его производстве был подписан лично генералом Джеймсом ван Флитом. Фримен принял командование над ротой В и повёл её обратно на Порк Чоп Хилл.
Благодаря назначению он мог стать пилотом, о чём мечтал с детства. Но когда Фримен подал заявление на обучение, ему ответили, что для пилота он слишком высок (его рост шесть футов, четыре дюйма). Эту фраза запомнилась и всё оставшееся время службы его называли этим прозвищем.
В 1955 ограничения по росту для пилотов были смягчены и Фримена приняли в лётную школу. Сначала он летал на армейских аэропланах с фиксированным крылом, потом был переведён на вертолёты. После Корейской войны он совершал полёты в различных частях света с целью составления карт. В 1965 он был отправлен во Вьетнам, к этому времени он был уже опытным пилотом и был заместителем командира в подразделении из шестнадцати машин. Сначала он служил в звании капитана в роте А, 229-го штурмового вертолётного батальона, 1-й аэромобильной кавалерийской дивизии.
14 ноября 1965 Фримен и его отряд перевезли батальон американских солдат в долину Йа-Дранг. Прибыв на базу, он узнал, что солдаты попали под плотный вражеский огонь и несут тяжёлые потери. Вражеский огонь возле зон высадки был таким плотным, что зоны посадки были закрыты для санитарных вертолётов. Фримен и его командир майор Брюс Крендолл вызвались лететь на своих легко бронированных невооружённых вертолётах UH-1 «Хью» чтобы подержать войска. Во время битвы, позднее получившей название битва в долине Йа-Дранг Фримен сделал 14 вылетов на поле боя под плотным вражеским огнём, привозил патроны и воду и забирал раненых солдат.
Затем Фримен был произведён в майоры, получил степень мастера-авиатора армии и был отправлен домой из Вьетнама в 1966.
Командир Фримена представил его к медали Почёта за его действия в ходе битвы в долине Йа-Дранг, но награждение не утвердили, поскольку не прошёл двухлетний крайний срок. Вместо медали Почёта его наградили Крестом лётных заслуг. В 1995 году двухлетний срок был отменён и представление к награде было взято на заметку. 16 июня 2001 года президент Джордж Буш-младший официально вручил награду на приёме в восточной комнате Белого дома.

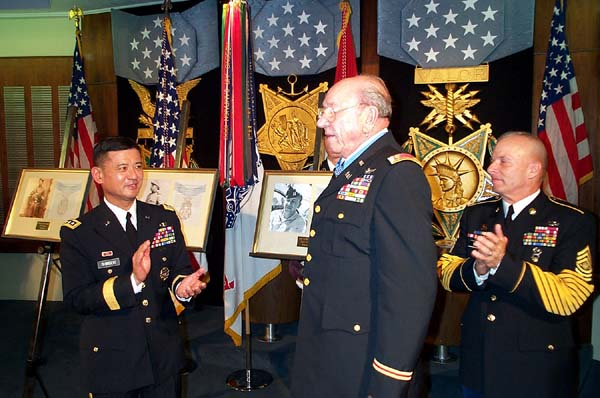
После вручения медали почёта Фримен 17 июля 2001 года был введён в зал героев Пентагона. На церемонии присутствовали глава штаба армии США генерал Э.Шинсеки и сержант-майор армии Джек Тайли

В 1969 году Фримен ушёл в отставку и поселился с семьёй в Долине Сокровищ штата Айдахо, где был родной дом его жены. Он продолжил работать пилотом. Следующие 20 лет он водил вертолёты, боролся с лесными пожарами, проводил подсчёты численности животных и выращивал диких лошадей для министерства внутренних дел США. В 1991 он ушёл на пенсию. К этому времени Фримен имел 17 тыс. часов налёта на вертолётах а всего 22 тыс. часов налёта.
Фримен скончался 20 августа 2008 от осложнений вызванных болезнью Паркинсона и был похоронен со всеми военными почестями на кладбище ветеранов штата Айдахо в столице штата Айдахо Бойсе.
В фильме 2002 «Мы были солдатами» посвящённому событиям битвы в долине Йа-Дранг роль Фримена исполняет актёр Майк Маккрэкен.
В марте 2009 в честь Фримена был назван почтовый офис в его родном городе.

## Награды
|  |                                 |                                       |
|  |                                 |                                       |
|  | Литера «V»                      |                                       |
|  |                                 |                                       |
|  |                                 |                                       |
|  | Бронзовый пучок дубовых листьев |                                       |
|  |                                 | Золотая звезда повторного награждения |
|  |                                 |                                       |

| Master Army Aviator Badge                                         |                                                              |                                                                  |
| Медаль Почёта                                                     |                                                              |                                                                  |
| Крест лётных заслуг с двумя бронзовыми дубовыми листьями          | Бронзовая звезда с литерой «V»                               | Пурпурное сердце                                                 |
| Медаль военно-воздушных сил с тремя серебряными дубовыми листьями | Похвальная медаль (армия)                                    | Медаль «За безупречную службу»                                   |
| Медаль «За Американскую кампанию»                                 | Медаль «За Азиатско-тихоокеанскую кампанию»                  | Медаль Победы во Второй мировой войне                            |
| Медаль «За службу в оккупационной армии»                          | Медаль за службу национальной обороне с одним дубовым листом | Медаль «За службу в Корее» с тремя бронзовыми звёздами за службу |
| Медаль «За службу во Вьетнаме» с двумя бронозовыми звёздами       | Медаль «За службу в резерве вооружённых сил»                 | Крест «За храбрость» (Южный Вьетнам) с золотой звездой           |
| Медаль «За службу ООН в Корее»                                    | Медаль вьетнамской кампании                                  | Медаль «За службу на Корейской войне»                            |

|  |  |

| Благодарность президента Республики Корея | Крест «За храбрость» (для подразделения) с пальмовым листом |

## Наградная запись к медали Почёта
Капитан армии США Эд У. Фримен отличился благодаря многочисленным актам выдающейся храбрости и необычайной отваги 14 ноября 1965, выполняя свой долг в составе роты А, 229-го штурмового вертолётного батальона, 1-й аэромобильной кавалерийской дивизии. Будучи командиром звена и вторым в командовании отряда из 16 вертолётов он оказал поддержку американскому батальону, вовлечённому в тяжёлый бой в зоне высадки X-Ray долины Йа-Дранг, республики Вьетнам. Отряд оказался почти без боеприпасов и понёс одни из самых тяжёлых потерь в ходе войны отражая неустанные атаки высоко мотивированного, хорошо вооружённого противника. Когда из-за прямого вражеского огня командир пехоты закрыл вертолётную посадочную зону капитан Фримен рискуя жизнью раз за разом водил свой небронированный вертолёт сквозь волну вражеского огня, доставляя попавшему в осаду боеприпасы, воду и медикаменты. Его полёты прямо повлияли на исход битвы, он вовремя доставлял участвующим в боях отрядам боеприпасы, критически необходимые для их выживания, без которых их ожидало практически неминуемое поражение с большой опасностью гибели. После того как экипажи вертолётов предназначенных для медицинской эвакуации отказались лететь в район ввиду плотного вражеского огня капитан Фримен совершил 14 отдельных спасательных миссий и вывез 30 серьёзно раненых солдат, некоторые из них не выжили бы если не его помощь. Все посадки были совершены в небольшую аварийную зону высадки в пределах периметра обороны размером 100 на 200 м, которую войска удерживали в тяжёлых боях с наступающим противником. Самоотверженные доблестные действия капитана Фримена, особая настойчивость и неустрашимость далеко вышли за требования долга и задачи миссии и послужили превосходным примером лидерства и мужества для всех его товарищей. Исключительный героизм и преданность долгу капитана Фримена поддержали высочайшие традиции военной службы и принесли высокую честь ему, его части и армии США.
Оригинальный текст (англ.)
Captain Ed W. Freeman, United States Army, distinguished himself by numerous acts of conspicuous gallantry and extraordinary intrepidity on 14 November 1965 while serving with Company A, 229th Assault Helicopter Battalion, 1st Cavalry Division (Airmobile). As a flight leader and second in command of a 16-helicopter lift unit, he supported a heavily engaged American infantry battalion at Landing Zone X-Ray in the Ia Drang Valley, Republic of Vietnam. The unit was almost out of ammunition after taking some of the heaviest casualties of the war, fighting off a relentless attack from a highly motivated, heavily armed enemy force. When the infantry commander closed the helicopter landing zone due to intense direct enemy fire, Captain Freeman risked his own life by flying his unarmed helicopter through a gauntlet of enemy fire time after time, delivering critically needed ammunition, water and medical supplies to the besieged battalion. His flights had a direct impact on the battle's outcome by providing the engaged units with timely supplies of ammunition critical to their survival, without which they would almost surely have gone down, with much greater loss of life. After medical evacuation helicopters refused to fly into the area due to intense enemy fire, Captain Freeman flew 14 separate rescue missions, providing life-saving evacuation of an estimated 30 seriously wounded soldiers -- some of whom would not have survived had he not acted. All flights were made into a small emergency landing zone within 100 to 200 meters of the defensive perimeter where heavily committed units were perilously holding off the attacking elements. Captain Freeman's selfless acts of great valor, extraordinary perseverance and intrepidity were far above and beyond the call of duty or mission and set a superb example of leadership and courage for all of his peers. Captain Freeman's extraordinary heroism and devotion to duty are in keeping with the highest traditions of military service and reflect great credit upon himself, his unit and the United States Army